# Amé III. de Sarrebruck-Commercy
Amé III. de Sarrebruck-Commercy (* 20. Oktober 1495; † 19. November 1525 in Paris) war ein französischer Adliger und Militär; er war Comte de Braine et de Roucy, Seigneur de Commercy-Château-Haut, de Montmirail et de La Ferté Gaucher.
Amé III. war der einzige Sohn von Robert II. de Sarrebruck-Commercy († 1504), Graf von Braine und Roucy, Seigneur de Commercy, und Marie d’Amboise († 1519), die wiederum eine Tochter von Charles I. d’Amboise war. 1504 erbte er Besitz und Titel seines Vaters.
Nach der Schlacht von Marignano (13./14. September 1515) wurde er zum Ritter geschlagen. Er wurde Capitaine et Fourier des ordonnances du Roi.
Amé III. heiratete am 18. Juli 1520 in Saint-Germain-en-Laye Renée de La Marck, Tochter von Wilhelm dem Jüngeren, Seigneur de Montbazon; das Paar bekam einen Sohn, Robert, der bereits als kleines Kind starb.
Am 23. Mai 1525 wurde er nach Zustimmung durch das Parlement als Stellvertreter von François I. de Bourbon-Saint-Pol zum Gouverneur de Paris et de l‘Île-de-France (Lieutenant en l’absence du Comte de Saint-Pol) bestellt; zu seinem Stellvertreter wiederum wurde am 7. November 1525 Jean de Torcy ernannt (Lieutenant au lieu du Comte de Braine) – zwölf Tage, bevor Amé III. starb.
Er starb am 19. November 1525 im Alter von 30 Jahren und wurde in der Kirche Saint-Yved in Braine bestattet. Das Erbe wurde aufgeteilt:
- Commercy erbte seine Schwester Philippe († 1551), Witwe von Charles de Silly († 1516); neuer Herr von Commercy wurde deren Sohn Jacques de Silly († 1571)
- Roucy erbte seine Schwester Catherine († 1542), Witwe von Antoine de Roye († 1515); neuer Graf von Braine wurde deren Sohn Charles de Roye († 1551) (Haus Roye)
- Braine erbte seine Schwester Guillemette († 1571), die mit Robert III. de La Marck († 1536) verheiratet war, der 1526 Marschall von Frankreich und 1536 Herr von Sedan wurde; neuer Graf von Braine wurde deren Sohn Robert IV. de La Marck († 1556) (Haus Mark)

Amés Witwe heiratete mit Ehevertrag vom 13. Mai 1529 in zweiter Ehe Charles de Croy, 4. Comte de Porcien, Comte de Seneghem, Baron de Montornet († wohl 1556) (Haus Croy).